# Myon (Roboter)

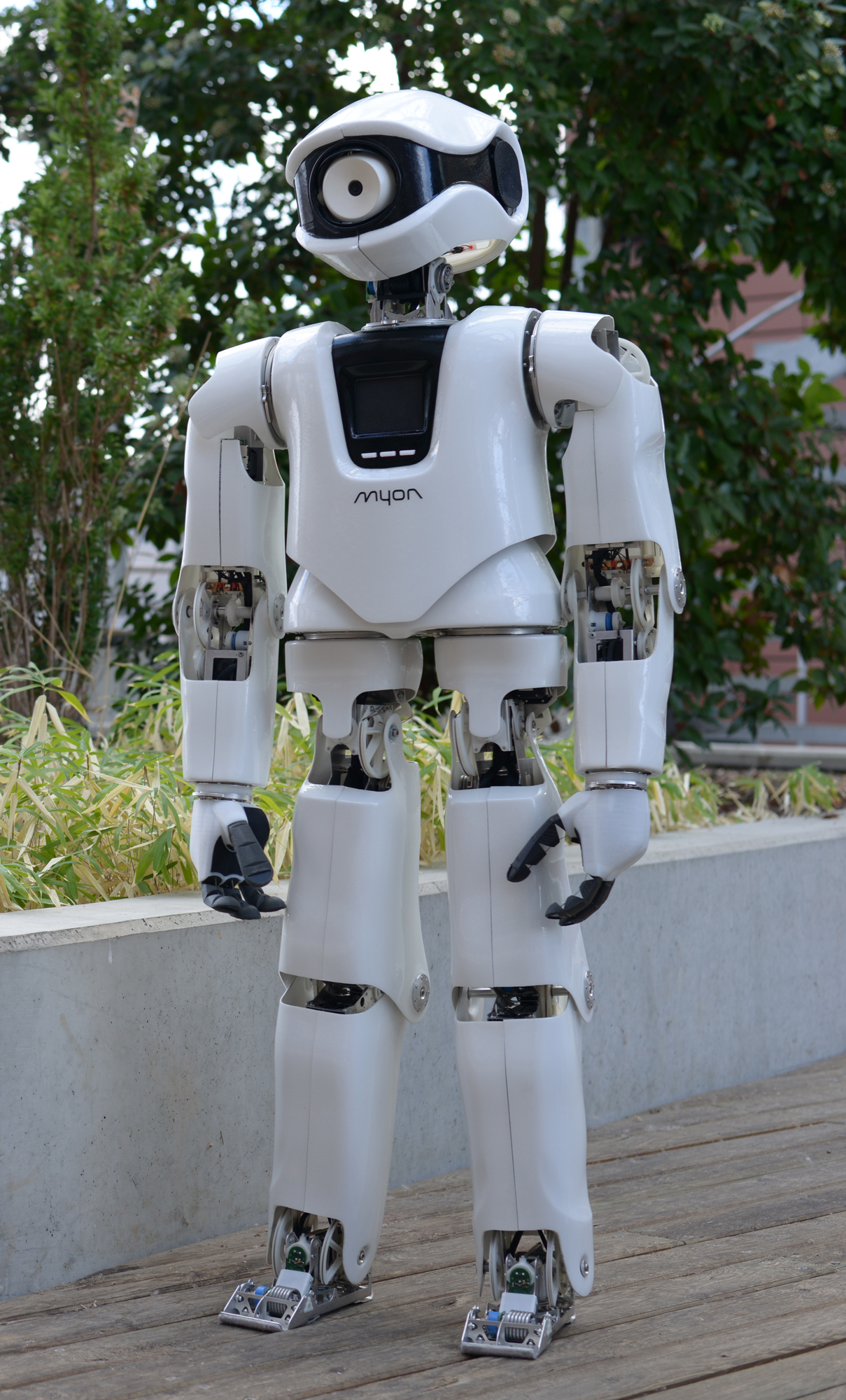
Der humanoide Roboter Myon

Myon ist ein humanoider Roboter, der am Forschungslabor Neurorobotik der Berliner Hochschule für Technik entwickelt wird. Er wird zur Erforschung adaptiver Verhaltensweisen eingesetzt, das heißt, der Roboter soll aus Umwelteindrücken lernen und sein Verhalten entsprechend anpassen. Dazu muss er sich frei bewegen können. Myon wurde auf dem Internationalen Design Festival DMY im Juni 2010 erstmals der Öffentlichkeit vorgestellt.
Der 1,25 Meter große und etwa 16 Kilogramm schwere Roboter besteht aus sechs Körperteilen – zwei Arme, zwei Beine, Kopf und Torso –, die jeweils eine eigene Energieversorgung und Steuerung besitzen, so dass sie während des Betriebs voneinander getrennt und wieder zusammengefügt werden können. Myon verfügt über 32 Freiheitsgrade. Im Kopf ist eine Kamera eingebaut, an der Stelle der Ohren sitzen Mikrofone, zum Kommunizieren dient ein Lautsprecher. Zusätzlich werden 100 Mal pro Sekunde 238 weitere Sensorwerte erfasst (Winkel, Spannungen, Ströme, Temperaturen, Beschleunigungen, Kräfte).
Im Juni und Juli 2015 spielte Myon an der Komischen Oper Berlin in der Oper My Square Lady mit. Das Forschungsprogramm Technik zum Menschen bringen des Bundesministeriums für Bildung und Forschung (BMBF) der Hightech-Strategie 2025 wird mit einer Darstellung Myons im Titel beworben.